# Husky Toni – go ahead
Husky Toni – go ahead ist ein österreichischer Dokumentarfilm von Regisseur Ulrich Grimm, der am 14. November 2024 in österreichische Kinos kam. Der Film handelt vom Leben des Mushers Anton Kuttner.

## Handlung
Inmitten der Berge Vorarlbergs betreibt Toni ein Camp mit 18 Huskys. Das Versorgen der Hunde und ausgiebige Schlittenfahrten in einer atemberaubenden Landschaft gehören zu seinem täglichen Leben. Als Siebenjähriger konnte er eine Leukämieerkrankung überleben und deshalb lädt er Familien mit schwerkranken Kindern zu erholsamen Stunden mit seinen Hunden in der unbeschwerten Natur ein. Dabei erzählen die Gäste Toni über ihre eigenen Schicksale. Die neuerliche Diagnose eines Tumors stürzt Toni in einen Abgrund. Die Angst, dieses Mal nicht mehr zu überleben, versucht er zu verdrängen. Halsüberkopf flüchtet er nach Schweden. Dort versucht er, seiner Furcht, in der Einsamkeit der weiten Landschaft, zusammen mit seinen Huskys, Herr zu werden.

## Produktion
Die Dreharbeiten fanden an 24 Drehtagen abwechselnd in Vorarlberg in Österreich und im Jämtland in Schweden statt. Die Produktion und Postproduktion hielten sich nach den Vorgaben des Green Filming des österreichisches Filminstitut um Nachhaltigkeit zu fördernd und CO₂-Emissionen einzusparen. Die Premiere in Vorarlberg und Wien werden voraussichtlich nach denselben Kriterien stattfinden. Außerdem wurde eigens für den Film ein Kinderschutzkonzept erstellt, da es zu Beginn der Dreharbeiten (Stand: 2023) keine offiziellen Richtlinien gab.
Unterstützt wurde der Dokumentarfilm vom österreichisches Filminstitut, Land Vorarlberg, Alpenregion Österreich, Alpenresort Schillerkopf, illwerke vkw, Generali, onlinedekor, Danler, Pizzeria Antonio und der Firma feeling. Produziert wurde der Film von der Produktions- und Postproduktionsfirma av-design GmbH von Jana Grimm mit Sitz in Wien. Die Produktionsleitung hatte Peter Janecek. Die Regie übernahm Ulrich Grimm und debütiert in seinem ersten Langspielfilm. Die Kamera führten Joerg Burger und Astrid Heubrandtner. Die Montage verantwortete Niki Mossböck mit Liz Pucar. Den Ton gestalteten Hubert Grissemann und Joseph Nikolussi. Die Filmmusik komponierte Marcus Nigsch. Trailereditorin war Romana Grimm.